# Jesús Rafael Soto

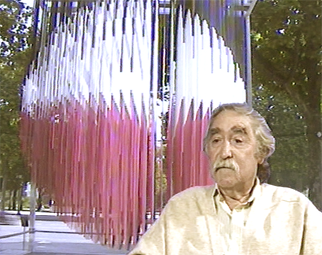
Jesús Rafael Soto, 1995

 Jesús Rafael Soto (* 5. Juni 1923 in Ciudad Bolívar, Venezuela; † 14. Januar 2005 in Paris, Frankreich) war ein venezolanischer Maler und Bildhauer. Ab 1950 lebte und arbeitete er in Paris und Caracas und war seit den 1960er Jahren einer der bedeutendsten Vertreter der kinetischen Kunst und Optical Art in Südamerika und Europa.

## Leben und Werk

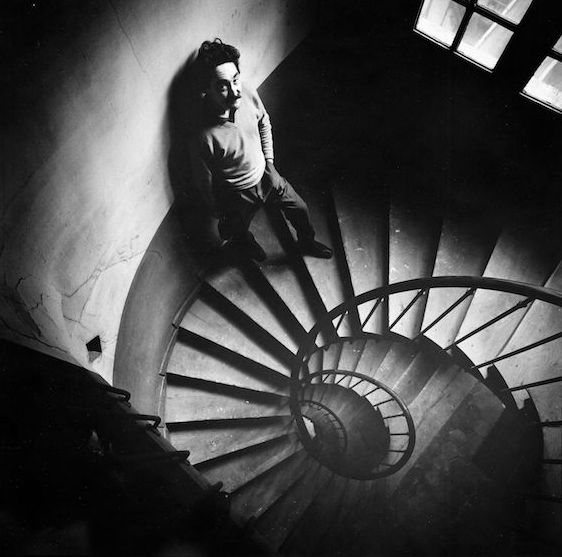
Soto, frühe 1970er Jahre, Foto: Lothar Wolleh

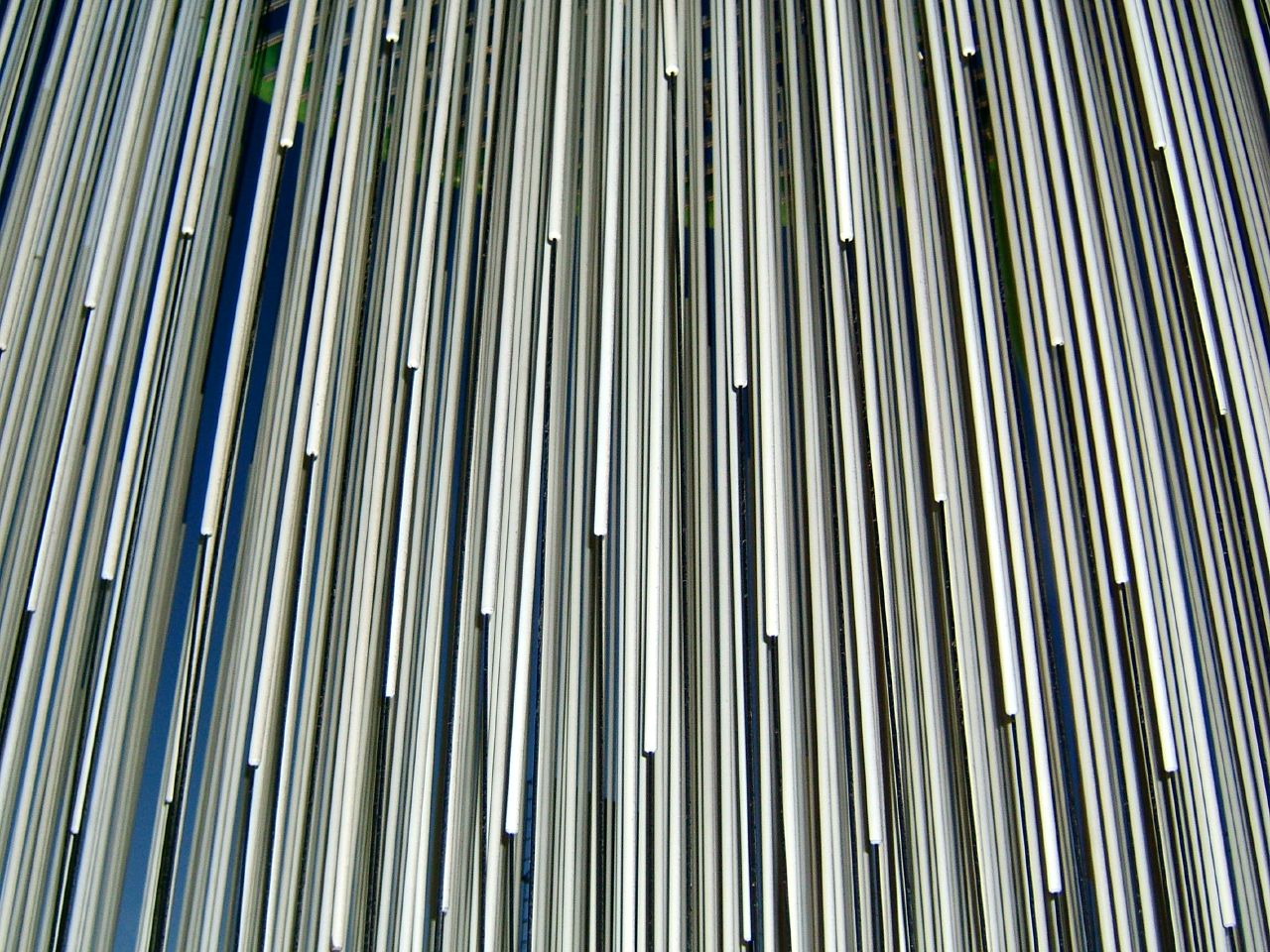
Kinetisches Objekt La Perla del Caribe in Pampatar, Venezuela

Jesús Rafael Soto studierte von 1942 bis 1947 an der Kunstschule Escuela de Artes Plásticas y Artes Aplicadas in Caracas. Nach dem Studium leitete er bis 1950 die kleine Kunstschule Escuela de Artes Plásticas in Maracaibo. Er experimentierte mit optischen Illusionen und visuellen Tricks der Op-Art im Stil von Victor Vasarely. Im Jahr 1950 ging er nach Paris und begann sich mit serieller Kunst zu beschäftigen. Dazu gehören seine Werke Repetition, Progression und Serial. Weiterhin arbeitete er mit dreidimensionalen Effekten, die er auf flachen Oberflächen erzeugte.
In den 1960er Jahren beschäftigte er sich mit strukturellen und optischen Effekten. Er schuf Objekte aus Eisendrähten und Holz, die er Vibrationsbilder nannte. Diese Vibrationsbilder bestanden aus dünnen, in Reihen angeordneten Pendelstäbchen, die vor fein gestreiften, ebenen Flächen befestigt wurden. Beispiele sind seine Vibrationsbilder Vibrationsbild mit schwarzem Stab, Vibrations, Vibrationsbild mit grün-schwarzem Gitter oder Writing. Die Anordnung der Drähte und die Streifen auf der Oberfläche zeigten je nach Blickwinkel eine andere optische Wirkung und erzeugten beim Betrachter fast hypnotische Effekte, wenn dieser sich vor dem Bild bewegte. Einige seiner Vibrationsbilder wurden im Jahr 1964 auf der documenta III in Kassel in der Abteilung Licht und Bewegung gezeigt.
Später schuf Soto Objekte, die er Penetrables nannte, bei denen der Betrachter zu einem Teil der Kunstwerke wurde. Die Penetrables bestanden teilweise aus großen Würfeln oder aufgehängten Nylonröhren, die der Betrachter durchschreiten sollte. Einige erzeugten beim Durchqueren metallische Resonanzen durch speziell angebrachte Röhren aus Aluminium.
Jesús Rafael Soto schuf auch Wandmalereien unter anderem im Jahr 1957 in der Universität von Caracas, 1968 in der Universität von Rennes, 1971 eine Installation in der Deutschen Bundesbank in Frankfurt am Main oder 1973 in der Zentralbank in Caracas.
Seine Werke waren in einer Vielzahl von Ausstellungen in aller Welt zu sehen, u. a. in der Kunsthalle Bern (1968), im Solomon R. Guggenheim Museum, New York (1974), im Quadrat Bottrop (1990), in Madrid (1992) und befinden sich weltweit in öffentlichen Sammlungen, u. a. im Museum für Konkrete Kunst in Ingolstadt oder im Il Giardino di Daniel Spoerri.
Seine Heimatstadt Ciudad Bolívar widmete ihm ein Museum, das mit ihm und dem Architekten Carlos Raúl Villanueva erbaute und 1973 eröffnete Museo de Arte Moderno Jesús Soto.

## Ausstellungen
- 1968: Jesus Raphael Soto, Kestner-Gesellschaft, Hannover.